# En marche (Irak)
Pour les articles homonymes, voir En marche (homonymie).
Ne doit pas être confondu avec La République en marche.
La marche pour les réformes
En marche (en arabe سائرون, sayirun, « En mouvement »), appelée aussi La marche pour les réformes (تحالف سائرون نحو الإصلاح, tahaluf sayirwn nahw al'iislah, « Alliance (en mouvement) vers la réforme »), est une coalition électorale irakienne fondée en mars 2018 pour les élections législatives de mai 2018 par le chef religieux chiite Moqtada al-Sadr et le Parti communiste irakien.

## Élection de mars 2018
Cette coalition a remporté 54 sièges sur 329 aux élections, ce qui est le meilleur score de ces élections. Fin mai et début juin, Moqtada al-Sadr mène des discussions avec d'autres coalitions afin de former un gouvernement. L'Iran et les États-Unis interviennent chacun de leur côté dans ses tractations pour que se forme un gouvernement qui leur convienne. La coalition rejette l'influence des deux nations. La constitution irakienne accorde un délai de trois mois maximum pour former un gouvernement.
Le 12 juin, la coalition sadriste et l'Alliance de la conquête (Alliance Fatah, dirigée par Hadi Al-Ameri, proche de l'Iran) annoncent un accord de coalition. Cet accord s'ajoute à ceux obtenus avec l'Alliance de la sagesse nationale (dirigée par le dignitaire Ammar al-Hakim (en)) et avec le parti Al-Wataniya d'Iyad Allaoui, totalisant ainsi 141 sièges sur les 329 de l'assemblée. Le 23 juin, l'alliance du Premier ministre sortant rejoint la coalition.
Le 8 septembre, le courant sadriste et la coalition Fatah (droite à extrême droite) appellent à la démission d'Abadi après des émeutes à Bassorah.